# Aílton
Aílton (* 19. Juli 1973 in Mogeiro, Paraíba; bürgerlich Aílton Gonçalves da Silva) ist ein ehemaliger brasilianischer Fußballspieler. Mit Werder Bremen wurde der antrittsschnelle Mittelstürmer 2004 Deutscher Meister, Pokalsieger und Torschützenkönig der Bundesliga. Im selben Jahr wurde er zudem als erster Nichtdeutscher zum Fußballer des Jahres in Deutschland gewählt.
In der Bundesliga spielte er auch für den FC Schalke 04, den Hamburger SV und den MSV Duisburg. Er erzielte in seiner Karriere insgesamt 106 Bundesligatore und ist damit der dritte von bislang insgesamt sieben ausländischen Spielern, die mehr als 100 Tore in der Bundesliga erzielten. International war der in Deutschland auch Toni und wegen seiner Leibesfülle und Schnelligkeit auch Kugelblitz genannte Brasilianer neben seiner Heimat auch in Mexiko, der Türkei, Serbien, der Schweiz, der Ukraine, Österreich und China als Spieler tätig. Insgesamt kam er in einem Zeitraum von 20 Jahren für 21 Vereine zum Einsatz. Seine Laufbahn ließ er ab 2009 bei unterklassigen Vereinen in Deutschland ausklingen.

## Spielerkarriere

### Brasilien und Mexiko (1993–1998)
Aíltons Karriere begann in Rio Grande do Sul beim Ypiranga FC aus Erechim. Nach einem kurzen Ausflug zum Mogi Mirim EC im Staat São Paulo kehrte er zum Ypiranga FC zurück, mit dem er 1995 Sechster in der Staatsmeisterschaft und mit 16 Treffern zugleich Torschützenkönig des Wettbewerbs wurde.
Danach war er kurz beim SC Internacional in Porto Alegre, der Hauptstadt des südbrasilianischen Bundesstaates Rio Grande do Sul, beim Santa Cruz FC im nordostbrasilianischen Recife und beim Guarani FC in Campinas, São Paulo beschäftigt.
1997 zog es ihn ins Ausland, als er von den UANL Tigres im mexikanischen San Nicolás de los Garza (nahe Monterrey) angeheuert wurde.

### Werder Bremen (1998–2004)
Im Oktober 1998 wechselte Aílton zum SV Werder Bremen. Nach Anlaufschwierigkeiten unter Trainer Felix Magath und nur zwei Bundesliga-Toren in seiner Einstandssaison entwickelte er sich dort schrittweise zum Leistungsträger. 1999/2000 erzielte er zwölf Treffer, 2000/01 13, 2001/02 16, 2002/03 ebenfalls 16. 2003/04 wurde er mit 28 Toren Torschützenkönig der Bundesliga. In dieser Saison wurde er mit Werder Bremen Deutscher Meister und gewann zum zweiten Mal nach 1999 den DFB-Pokal, zu dessen Gewinn er ebenfalls als Torschützenkönig sechs Tore beisteuerte. Insgesamt erzielte er 88 Bundesligatore, davon 15 durch Elfmeter, gab 30 Torvorlagen und erzielte elf Tore im Pokal für Werder. Er stellte mit 37 Punkten einen neuen zwischenzeitlichen Rekord in der seit der Saison 1995/96 geführten Scorer-Wertung auf. Zudem wurde er als erster ausländischer Spieler zu Deutschlands Fußballer des Jahres gewählt.

### FC Schalke 04 (2004–2005)

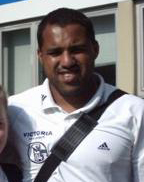
Aílton beim FC Schalke 04

Zur Saison 2004/05 wechselte er ablösefrei zum FC Schalke 04 nach Gelsenkirchen. Dort konnte er mit 14 Toren in 29 Bundesligaspielen erneut eine starke Torquote vorweisen und stieg mit insgesamt nun 102 Treffern zum dritterfolgreichsten ausländischen Bundesligatorschützen hinter Giovane Élber und Stéphane Chapuisat auf. Außerdem ist er Schalkes „schnellster“ Bundesliga-Torschütze; er traf am 30. Oktober 2004 beim 3:2-Sieg gegen den VfB Stuttgart nach 38 Sekunden. Aufgrund anhaltender Konflikte mit der Vereinsleitung des FC Schalke 04 stimmte diese einem vorzeitigen Vertragsende und einem Vereinswechsel gegen eine Ablösezahlung zu. Am Ende sicherte sich der türkische Spitzenklub Beşiktaş Istanbul für 3,5 Millionen Euro die Rechte an Aílton für die Saison 2005/06. Aílton wurde mit Schalke Vizemeister und erreichte das Pokalfinale 2005.

### Zwischen Türkei, Deutschland, Serbien und der Schweiz (2005–2007)
Im Juli 2005 begann Aíltons Arbeitsverhältnis bei Beşiktaş Istanbul. Dabei erzielte er u. a. im Oktober in der Gruppenphase des UEFA-Pokal 2005/06 gegen die Bolton Wanderers ein Tor. Im Dezember 2005 wurde Aílton für die weiteren Spiele aus dem Kader gestrichen, nachdem er zuvor einen Fluchtversuch in Richtung Brasilien unternommen hatte, aber von Beşiktaş-Manager Mehmet Eksi noch am Flughafen gestoppt werden konnte. Grund für die Flucht war, dass er nach einem Kreislaufkollaps nicht für die Startaufstellung berücksichtigt wurde. Weil er jedoch während der Winterpause keinen neuen Verein gefunden hatte – er wollte gerne wieder in die Bundesliga – kehrte er im Januar 2006 an den Bosporus zurück.
Eine Woche vor Schluss der Winter-Transferliste verpflichtete der Hamburger SV Aílton im Januar 2006 für eine geschätzte Leihsumme von 450.000 Euro bis zum 30. Juni 2006. Bei den Hamburgern verdiente er pro Monat 55.000 Euro netto, dazu bekam er pro Bundesligaspiel weitere 10.000 Euro netto. Die Hamburger sicherten sich zudem die Option, Aílton am 30. Juni 2006 für eine Summe von geschätzten 1,75 Mio. Euro zu kaufen. Der Verein entschied sich aber gegen die Option. Aílton zog sich am 8. Februar 2006 im Spiel gegen Hannover 96 einen Unterkieferbruch zu, kehrte jedoch bald ins Mannschaftstraining zurück und erzielte insgesamt drei Treffer für den HSV.
Aílton war nach der Rückkehr zu Beşiktaş Istanbul weiterhin aus dem Kader verbannt, musste aber zweimal täglich ein Einzeltraining absolvieren. Sein angestrebter Verbleib in der Bundesliga kam nicht zustande, so dass er zu Beginn der Saison 2006/07 für sechs Monate in die serbische Liga zu Roter Stern Belgrad wechselte. Belgrad zahlte eine Ablösesumme von 300.000 Euro. Roter Stern gewann die serbische Meisterschaft der Saison 2006/07.
In der Winterpause der Saison 2006/07 konnte Aílton Roter Stern Belgrad verlassen. Der Grasshopper Club Zürich verpflichtete ihn auf Leihbasis (mit Kaufoption) bis zum Sommer 2007. Im ersten Spiel (gegen den FC Aarau) am 24. Februar 2007 gelang ihm gleich sein erstes Tor, das spielentscheidende zum 1:0-Sieg für GC. Insgesamt erzielte er in 13 Spielen neun Tore. Zürich verzichtete jedoch auf die Kaufoption.

### Weltenbummler mit wechselnden Stationen (2007–2009)
In der Sommerpause 2007 wechselte Aílton zum MSV Duisburg. Dafür wurden 100.000 Euro an Roter Stern Belgrad, bei dem Aílton formell unter Vertrag stand, gezahlt. Sein einziges Bundesligator für den MSV, das 106. und letzte insgesamt, erzielte er beim 1:3-Heimspiel gegen seinen Ex-Klub Werder Bremen und zog dabei mit Stéphane Chapuisat als kurzzeitig zweiterfolgreichster ausländischer Torschütze gleich; in der folgenden Saison wurde er von Claudio Pizarro von Werder Bremen überholt. Er wurde in der 65. Minute unter Standing Ovations der eigenen und sogar unter frenetischem Jubel und Sprechchören der gegnerischen Fans ausgewechselt, wobei sich Aílton nach seinem Tor bei den Werder-Fans entschuldigte. Am 4. Januar 2008 wurde er von Trainer Rudi Bommer suspendiert, weil er nicht zum Rückrunden-Trainingsbeginn erschienen war. Bereits am 25. Februar wurde der Vertrag aufgelöst.
Als Nächstes unterschrieb er einen Zweijahresvertrag bei der ukrainischen Erstliga-Mannschaft von Metalurh Donezk. Am 12. April 2008 erzielte Aílton dort beim 2:1-Sieg gegen Naftowyk-Ukrnafta Ochtyrka sein erstes Tor für den Verein. Nach nur zwei Ligaspielen wollte Aílton Donezk jedoch schon wieder verlassen, worum auch bald gestritten wurde: Donezk verlangte eine Ablöse, sollte Aílton den Vertrag vorzeitig auflösen; Aílton dagegen meinte, dass Donezk Vertragsinhalte nicht eingehalten habe. Letztlich einigte man sich darauf, dass Aílton auf Leihbasis einen neuen Verein suchen, Donezk aber die Transferrechte behalten dürfe.
Am 25. August 2008 unterschrieb Aílton einen Vertrag bis 2009 in der Österreichischen Bundesliga beim SCR Altach, der den Spieler von Donezk auslieh. Nach anfänglichen Turbulenzen – bei einem Interview sagte er, Altach sei „keine Profimannschaft“ – erzielte er am 5. Oktober bei einem 3:1-Auswärtssieg gegen LASK Linz das erste Tor für sein neues Team. Im Januar 2009 stieg er aus seinem Vertrag bei Altach aus und kehrte auch nicht mehr zu seinem Stammverein nach Donezk zurück. Zu diesem Zeitpunkt war Aílton aber nach eigenen Aussagen klar, dass er seine Karriere noch nicht beenden wolle.
Im März 2009 nahm der brasilianische Zweitligist Campinense Clube Aílton unter Vertrag. Der Vertrag lief bis Ende November 2009, wurde aber im Juli 2009 wieder aufgelöst.
Im Sommer 2009 wechselte Aílton zu Chongqing Lifan in die chinesische Superliga. Dieser Verein war in den vergangenen fünf Jahren bereits seine zehnte und insgesamt seine siebzehnte Station. Damit spielte Aílton, exklusive seiner Heimatnation, in acht verschiedenen Ländern Profifußball. Ende Oktober 2009 endete hier sein Engagement.

### Karriereausklang in unteren Ligen (2009–2013)
Im Dezember 2009 wechselte Aílton zum Niederrheinligisten KFC Uerdingen 05, was von einigen zunächst als PR-Gag abgetan wurde. Dort erhielt er einen Vertrag bis 2011. Am 24. Februar 2010 debütierte er beim Ligaspiel gegen die zweite Mannschaft des Wuppertaler SV Borussia (1:1), als er nach 62 Minuten eingewechselt wurde, allerdings torlos blieb. Bei seinem achten Einsatz gegen den VfB Homberg schoss er sein erstes Tor.
In der Sommerpause 2010 kehrte Aílton zur Saison 2010/11 nach Bremen zurück, um für den dortigen Regionalligisten FC Oberneuland zu spielen. Dort wurde er von Mike Barten trainiert, der zu seiner Werderzeit noch ein Mannschaftskollege gewesen war. Das erste Pflichtspiel für seinen neuen Verein absolvierte Aílton am 14. August 2010 in der 1. Runde des DFB-Pokals. Er wurde in der 61. Minute eingewechselt, konnte die knappe 0:1-Niederlage gegen den Bundesligisten SC Freiburg jedoch nicht mehr verhindern. In seinem zweiten Ligaspiel am 27. August 2010 (3. Spieltag) erzielte er bei der 2:3-Niederlage gegen Holstein Kiel den ersten Saisontreffer. Ende Januar 2011 trennten sich die Wege von Aílton und dem FC Oberneuland wieder. Zuvor hatte Aílton den Trainingsauftakt für die Rückrunde verpasst und erschien erst kurz vor Beginn der Rückrunde in Bremen. Als Grund für die Trennung gab Aílton an, dass er Heimweh nach Brasilien habe. Dementsprechend kehrte er im Februar 2011 nach Brasilien zurück und unterschrieb beim in der Staatsmeisterschaft von São Paulo vertretenen Verein Rio Branco Esporte Clube.
Finanziell sah Aílton einer ungewissen Zukunft entgegen, weil er mit den Einnahmen während seiner Karriere nicht auskam.
Im Juli 2012 absolvierte Aílton den medizinischen Check beim sechstklassigen rheinhessischen Verbandsligisten Hassia Bingen und unterschrieb am 26. Juli 2012 einen Einjahresvertrag mit Option auf Verlängerung. In seinem ersten Spiel für die Hassia am 11. August 2012 wurde er in der 68. Minute eingewechselt und erzielte beide Treffer zum 2:0-Endstand gegen die SpVgg Ingelheim. Trotz seiner bis Saisonende erzielten 13 Tore konnte er den Abstieg in die Landesliga nicht verhindern. Dennoch verlängerte er seinen Vertrag bei Hassia Bingen um ein weiteres Jahr. Es war das erste Mal seit seinem Abschied von Werder Bremen 2004, dass er einem Verein über eine Spielzeit hinaus treu blieb.
Aílton beendete seine Laufbahn zum Jahresende 2013. Der SV Werder Bremen veranstaltete am 6. September 2014 im Weserstadion ein Abschiedsspiel, das mit 40.000 Zuschauern ausverkauft war. Gegen eine Auswahl an Spielern aus der Meistermannschaft 2004 trat eine von Aílton zusammengestellte Südamerikaauswahl an, ergänzt um weitere Weggefährten aus seiner Karriere.
Im März 2023 gab Ailton sein Comeback beim TSV Bassum bekannt und spielte am 30. April 2023 für den TSV Bassum III im Spiel gegen den SC Twistringen IV in der 3. Kreisklasse Diepholz Mitte.

## Erfolge

### Mannschaftstitel
Werder Bremen
- Deutscher Meister: 2004
- Deutscher Pokalsieger: 1999, 2004
  - Finalist: 2000
- DFL-Ligapokal
  - Finalist: 1999

FC Schalke 04
- UEFA-Intertoto-Cup-Gewinner: 2004
- Bundesliga
  - Vizemeister: 2005
- DFB-Pokal
  - Finalist: 2005

Beşiktaş Istanbul
- Türkischer Pokalsieger: 2006 (Aílton war nur in der Hinrunde bei Beşiktaş aktiv)

Roter Stern Belgrad
- Serbischer Meister: 2007 (Aílton war nur in der Hinrunde bei Roter Stern aktiv)

### Torschützenkönig
- Bundesliga: 2004 (28 Tore)
- DFB-Pokal: 2004 (6 Tore)
- Staatsmeisterschaft von Rio Grande do Sul: 1995 (16 Tore)

### Ehrungen
- Deutschlands Fußballer des Jahres: 2004
- Fußballer des Monats: 1. Platz November 2003; 2. Platz Februar 2004; 3. Platz August 2003

## Sonstiges
Aufgrund seiner Leistungen bei Werder Bremen wurde er 2004 als erster Ausländer zu Deutschlands Fußballer des Jahres gewählt. Nach Stéphane Chapuisat (106) und Giovane Élber (133) erzielte Aílton als dritter ausländischer Spieler mehr als 100 Tore in der Bundesliga.
Aílton hat den Ruf eines Enfant terrible. Dennoch galt er vor allem in seiner Bremer Zeit als Publikumsliebling. Diesen Beliebtheitsgrad erreichte er später auf Schalke trotz einer durchaus ansehnlichen Torausbeute nicht mehr. Außerdem wurde Aílton dafür kritisiert, dass er bei Toren seiner Mannschaftskollegen keine Freude zeigte, was ihm zusätzlich den Ruf eines Egoisten, der weniger für die Mannschaft als für den persönlichen Erfolg spielt, einbrachte.
Da Aílton keine Chance sah, in die brasilianische Nationalmannschaft berufen zu werden, spielte er vorübergehend mit dem Gedanken, die deutsche Staatsbürgerschaft anzunehmen. Auch eine Einbürgerung in Katar stand zur Debatte, nachdem der damalige deutsche Teamchef Rudi Völler keinen Bedarf gesehen hatte. Das FIFA-Dringlichkeitskomitee legte aber 2004 fest, dass Spieler, die eine neue Staatsbürgerschaft annehmen, keine Spielberechtigung für die Nationalmannschaften dieses Verbandes erhalten, wenn es keinen Bezug zu diesem Land, beispielsweise durch dort geborene Eltern oder Großeltern, gibt.
Im März 2007 versteigerte Aíltons ehemaliger Spielervermittler Werner Helleckes Trophäen und andere persönliche Gegenstände des Brasilianers beim Internetauktionshaus ebay. Unter anderem wurde die Torjägerkanone, die Aílton 2003/04 verliehen wurde, angeboten. Grund für die Versteigerung waren – nach Auskunft Helleckes’ – Schulden Aíltons bei seinem Berater. Am 9. März 2007, 80 Minuten vor Ablauf, löschte ebay die Auktion bei einem Gebot von über 600.000 €. Grund dafür war eine einstweilige Verfügung, die durch Aílton erwirkt wurde. Anschließend stellte Aílton die Trophäe bis zu seinem Karriereende dem Werder-Museum für die Ausstellung zur Verfügung.

## Privates
Aílton ist seit 2004 mit seiner aus Mexiko stammenden Frau Rosalie verheiratet. Er hat mit ihr drei Töchter und einen Sohn und lebte mit seiner Familie in Dallas, Texas, USA. Ein fünftes Kind lebt in Brasilien. In Brasilien besitzt Aílton den Rodeopark Parque de Vaquejada Aderaldo Gonçalves in seiner Geburtsstadt Mogeiro im nordostbrasilianischen Bundesstaat Paraíba und ist an einer Baufirma beteiligt. 2021 gab er bekannt, wieder nach Deutschland zu ziehen und sich wieder in Bremen niederzulassen.

## Medien
Aílton war vom 13. bis 25. Januar 2012 als Kandidat in der sechsten Staffel von Ich bin ein Star – Holt mich hier raus! zu sehen. Anschließend brachte er die Single Sensation auf den Markt. Außerdem war er zu Gast bei Kaya Yanar in der Kaya Show und bei Stefan Raabs TV total sowie bei den Autoball-WMs 2010 und 2014 und der Wok-WM 2012.
Im Rahmen einer Reihe von Sondersendungen des Fernsehformats Upps! – Die Pannenshow, in der prominente Gastmoderatoren zum Einsatz kamen, moderierte Aílton am 12. April 2012 eine Ausgabe dieser Sendung. Unter dem Namen „Kugelblitz“ wurde ein Energydrink mit seinem Konterfei herausgebracht.
Zur Fußball-WM 2014 in Brasilien bekam Ailton ein Engagement als Werbefigur von Netto Marken-Discount, das sich als „inoffizieller WM-Shop“ bewarb. Auch war er in Werbung für die Geflügelbratwurst Bruzzler von Wiesenhof zu sehen.
Ab dem 21. Februar 2020 nahm Aílton an der 13. Staffel der Live-Tanzshow Let’s Dance teil. An der Seite der Profitänzerin Isabel Edvardsson belegte er den 12. Platz (von 14).
2025 nahm Aílton an der sechsten Staffel von Kampf der Realitystars auf RTL II teil, jedoch wurde er in der ersten Stunde der Wahrheit von seinen Mitspielern rausgewählt.